# 徐新傑
徐新傑（1924年—1953年），廣東省蕉嶺縣人，中國共產黨員，戰後來台潛伏，因基隆市工委案潛逃苗栗山區，1953年在苗栗山區拒捕遭槍擊身亡。

## 生平
徐新傑，幼名徐邁東，生於廣東省蕉嶺縣興福鄉黃田村，父徐潤進生四男四女，由於徐邁東幼年體弱多病，村中神婆說他必須賣給人家才能養活，因此賣給鄰村徐泉霖當五子，更名徐新傑。
1937年7月抗戰爆發，徐新傑當時在蕉嶺城北學校和蕉嶺中學讀書，參加學校組織的各種抗日宣傳活動。1942年，徐新傑畢業後就讀該校簡易師範科，畢業後奔赴廣東惠州博羅抗戰前線，由宗親徐森源引薦加入「東區服務隊」，「東區服務隊」是國民政府指示丘念台在廣東興辦的抗日組織，主要就是組織群眾的工作。因此丘念台對於毛澤東組訓群眾的方式產生極大的興趣，1938年3月拜訪了延安，考察中國人民抗日軍政大學與陝北公學校。於此後「東區服務隊」吸收許多共黨骨幹幹部，幾乎成為中共東江縱隊的外圍組織。1943年夏鍾浩東、蔣碧玉、李南峰、徐森源、黎明華陸續加入中國共產黨周邊組織「民主抗日同盟」。
1945年8月日本投降，東區服務隊解散。地下黨的指示徐新傑跟隨徐森源、鍾浩東、蔣碧玉、李南峰、等人一起以「三青團」臺灣區分團」名義前往羅浮山，實則欲參加中共東江縱隊。然而因為羅浮山已被圍，東江縱隊移轉，於是一行人前往廣州，協助台灣同胞返台工作。
1946年4月，組織批准徐新傑與徐森源夫婦、鍾國輝、丘繼英、蔣碧玉等前往台灣進行潛伏工作，徐森源進入基隆中學任教，不久後鍾浩東就到基隆中學擔任校長，並積極地安排林英傑、徐新傑、方弢、鍾國輝、陳仲豪等人到校任教。
義民中學姚錦到任後曾到基隆中學考察，鍾浩東向姚錦介紹教師，1947年二二八事件之後，黎明華透過蕭道應介紹，到義民中學擔任教職。同時徐新傑、鍾履霜也聘任到義民中學。
黎明華是徐新傑「東區服務隊」的老戰友，1947年，徐新傑介紹洪幼樵給黎明華認識，並恢復黎明華共黨組織。國共內戰共黨取得關鍵戰果，形勢一片大好，省工委安排張志忠任新竹地區負責人，洪幼樵為中部地區負責人，張志忠指示黎明華、徐新傑積極發展組織，徐新傑與鍾履霜成立中壢與楊梅支部。
1948年，徐新傑與鍾履霜返回上海，欲加入解放軍參加戰鬥未果，鍾履霜留在上海，徐新傑則重返台灣，投奔另一位東區服務隊隊員林啟周（延安陝北公學畢業，中共黨員），林啟周即林鋆，是「中共福建省委會台灣解放工作委員會」書記林滔的弟弟，林啟周當時在新竹商校擔任校長，徐新傑在該校擔任教員。
1949年6月，林啟周在松山機場被捕，徐新傑由蔣碧玉安排躲藏屏東長治鄉邱連球老家，8月，黎明華北上基隆得知情況後，按照蔣碧玉給他的地址到屏東找到徐新傑後前往台中徐森源處。當時徐森源的公開身份是國民黨台中縣黨部書記長。隔天，黎明華與徐新傑前往楊梅，找到當地楊梅支部成員宋增勳，由宋增勳帶往胡玉麟山上家中躲藏。
8月中，光明報事件，中壢組織陸續被偵破，黎明華等人事先轉移到苗栗三灣鄉孫阿泉家，竹南地區黨員由張志忠組織在神桌山上劉鼎昌家中進行多次讀書學習活動。1950年2月保密局依據線報開始對三灣地區進行搜索，徐新傑與黎明華、江添進、鐘蔚璋四個人一組逃亡，直到3月份才與苗栗地區支部書記曾永賢取得聯繫，到苗栗銅鑼地區，建立勞動基地，在苗栗公館、魚藤坪一帶活動。1951年7月，保密局策反劉興炎，黎明華被捕後自新。
1952年4月下旬，保密局策反范新戊，蕭道應、曾永賢、陳福星在魚藤坪先後被捕，徐新傑與徐慶蘭、黃逢開堅決不投降，先在苗栗獅潭七股林一帶躲藏，後徐新傑轉移到苗栗大湖山區鷂婆山。1953年苗栗自新黨員徐仁基帶憲警到鷂婆山逮捕徐新傑，徐新傑拒捕遭到槍擊，在下山途中因失血過多不幸身亡，草草葬於苗栗大坪頂亂葬崗。

## 紀念
2021年4月，廣東省梅州市蕉嶺縣黃田村墩背徐氏祖堂理事會舉辦題為《紅色記憶：徐森源、徐新傑、徐畝元革命事蹟展》。
2022年6月中共中央台辦、國務院台辦出版《血沃寶島——中共臺灣英烈》，紀念徐新傑、梁錚卿等烈士。